# (7266) Trefftz
(7266) Trefftz ist ein Asteroid des inneren Hauptgürtels, der am 29. September 1973 von den niederländischen Astronomen Cornelis Johannes van Houten und Ingrid van Houten-Groeneveld im Rahmen der zweiten Trojanerdurchmusterung am Palomar-Observatorium (IAU-Code 675) auf dem Gipfel des Palomar Mountain etwa 80 Kilometer nordöstlich von San Diego entdeckt wurde.
Der Asteroid ist nach der deutschen Physikerin und Mathematikerin Eleonore Trefftz (1920–2017) benannt, die ab 1972 das erste weibliche Wissenschaftliche Mitglied am Max-Planck-Institut für Physik und Astrophysik war.